# James Hugh Relfe
James Hugh Relfe (* 17. Oktober 1791 in Virginia; † 14. September 1863 in Caledonia, Missouri) war ein US-amerikanischer Politiker. Zwischen 1843 und 1847 vertrat er den Bundesstaat Missouri im US-Repräsentantenhaus.

## Werdegang
Der genaue Geburtsort von James Relfe ist nicht überliefert. Um das Jahr 1816 kam er mit seinem Vater nach Caledonia im damaligen Missouri-Territorium. Er erhielt eine eher durchschnittliche Schulausbildung. Nach einem anschließenden Medizinstudium und seiner Zulassung als Arzt begann er in Caledonia in diesem Beruf zu arbeiten. Später wurde er Mitglied der Kommission zur Neuaufteilung der noch aus der spanischen Kolonialzeit stammenden Landstrukturen. Gleichzeitig schlug er als Mitglied der Demokratischen Partei eine politische Laufbahn ein.
Zwischen 1835 und 1844 war Relfe Abgeordneter im Repräsentantenhaus von Missouri. Er war auch Teilnehmer am Black-Hawk-Krieg. Im Februar 1841 wurde er zum US Marshal für Missouri ernannt. Bei den Kongresswahlen des Jahres 1842 wurde Relfe im damals neugeschaffenen dritten Wahlbezirk seines Staates in das US-Repräsentantenhaus in Washington, D.C. gewählt, wo er am 4. März 1843 sein neues Mandat antrat. Nach einer Wiederwahl konnte er bis zum 3. März 1847 zwei Legislaturperioden im Kongress absolvieren. Diese waren seit 1845 von den Ereignissen des Mexikanisch-Amerikanischen Krieges geprägt.
Nach seinem Ausscheiden aus dem US-Repräsentantenhaus praktizierte James Relfe wieder als Arzt in Caledonia, wo er am 14. September 1863 starb.